# Gemma Galgani
Pour les articles homonymes, voir Galgani.
Gemma Galgani, née le 12 mars 1878 à Borgo Nuovo di Camigliano et morte le 11 avril 1903 à Lucques, est une mystique italienne liée à la Congrégation de la Passion de Jésus-Christ. Elle a été canonisée en 1940 et reconnue sainte par l'Église catholique. Elle est fêtée le 11 avril par l'Église catholique, et le 16 mai par la Famille Passioniste et le diocèse de Lucques.

## Biographie

### Jeunesse
Gemma Galgani naît le 12 mars 1878 à Borgo Nuovo di Camigliano, région de Lucques en Toscane. Elle est la cinquième d’une famille de huit enfants, mais la première fille de la famille. Le 26 mai 1885, à l'âge de sept ans, elle reçoit le sacrement de confirmation. Sa mère meurt en septembre. Au cours de sa première locution surnaturelle, Jésus lui en aurait demandé le sacrifice.
Lors de sa première communion, le 19 juin 1887, jour de la fête du Sacré-Cœur de Jésus, à l'âge de neuf ans, vécue comme une expérience spirituelle intense : « En ces instants, je saisis que les délices du Ciel ne sont pas comme celles de la terre. (…) Ce fut ce matin-là que Jésus me donna le grand désir d’être religieuse. »
Deux ans plus tard, elle s'éloigne de l’amour de la communion, mais se distingue par un amour intense pour les pauvres de la ville, vidant la maison de son père pour eux. Elle a 11 ans. Elle renonce à se soucier de ses vêtements et de son apparence.
Elle est inscrite à l’école des Oblates du Saint-Esprit depuis 1887. Sa maîtresse (qui n'est autre que Hélène Guerra) voyant son grand désir de connaître la Passion, lui en fait méditer tous les jours un point. Elle a alors 13 ans. En 1894, son frère Gino, celui de ses frères et sœurs qui lui était le plus proche, meurt à l'âge de 17 ans. Elle éprouve un immense chagrin et tombe malade quelque temps. Elle a alors 16 ans. Elle cesse de fréquenter l’école à partir de ce moment. Deux ans plus tard débutent de nouvelles expériences surnaturelles. Elle voit pour la première fois son ange gardien qui lui demande un plus grand dépouillement de sa coquetterie afin de devenir « l’épouse d’un Roi crucifié ». Jésus lui aurait fait comprendre fortement ainsi qu’elle doit devenir religieuse. Elle a alors 18 ans.
En 1897, la disparition du père laisse la famille dans une misère noire. Elle vit quelques mois chez une de ses tantes à Camaiore avant de revenir à Lucques pour fuir les prétendants.

### Vie mystique

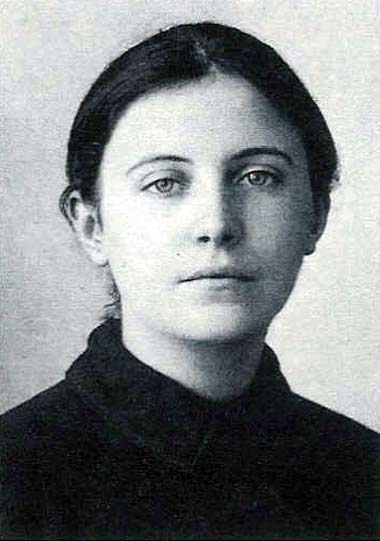
Gemma Galgani

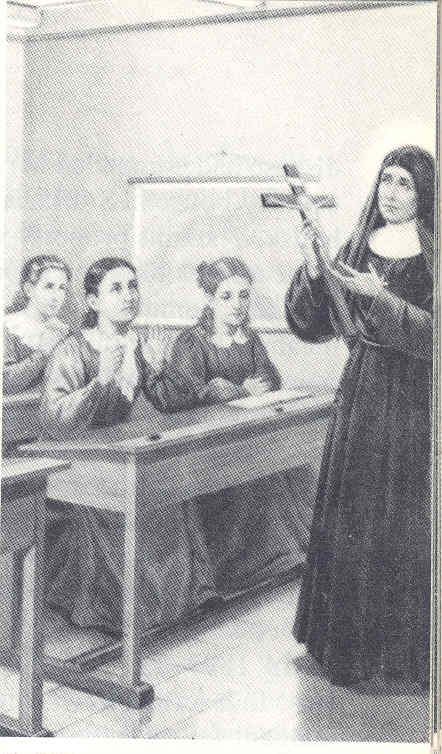
Gemma Galgani durant les cours de la bienheureuse Hélène Guerra.

De 1898 à 1899, Gemma est atteinte d’une maladie « mortelle ». Elle se sent très entourée à cette occasion. Saint Gabriel de l'Addolorata lui apparaît pour la première fois. Tout le reste de sa vie elle éprouvera un amour irrésistible pour ce saint passioniste qui lui aurait été envoyé par Jésus pour l'aider à vivre la spiritualité de la Passion. Elle a pour confesseur Mgr Volpi (1860-1931).
Le 3 mars 1899 eut lieu la guérison miraculeuse de Gemma par l’intercession de sainte Marguerite-Marie Alacoque. Saint Gabriel de l'Addolorata lui apparaît chaque soir de la neuvaine pour prier avec elle. Commence pour elle une « vie amoureuse quotidienne » avec Jésus et une « familiarité surnaturelle » avec les saints. Deux mois plus tard (mai 1899), elle tente d’entrer chez les visitandines (Ordre de la Visitation), sans succès. Tout le reste de sa vie sera dominé par le désir de la vie consacrée.
Le jeudi 8 juin 1899, Gemma reçoit la « grâce » des stigmates. Elle les reçoit le soir, c'est-à-dire à la veille de la fête du Sacré-Cœur de Jésus qui se célébrait le lendemain. L’expérience dure jusqu’au vendredi à 15 h. Les stigmates se répéteront ensuite chaque semaine : du jeudi 20 h au lendemain 15 h.
Du 25 juin au 9 juillet 1899 eut lieu la mission des Passionistes à Lucques. En allant les écouter, elle reconnaît l’habit de saint Gabriel. Jésus lui aurait confié alors : « L’un de ces fils sera ton père ».
Les extases de Gemma commencent à être prises en notes : elle parle en effet tout haut dans ces moments.

### Dernières années
En 1900, Gemma est accueillie par la famille Giannini. En janvier débute sa correspondance avec le père Germano. Ce dernier habitait à cette époque à Rome (jusqu’à la mort de Gemma). Première rencontre en septembre avec le père Germano qu’elle a vu en vision et qui devient son directeur spirituel.
Entre juillet et septembre elle rédige son « Journal » sur ordre de Mgr Volpi. Le père Germano, qui avait conseillé à Mgr Volpi de faire cesser cette rédaction, demande cependant à Gemma de rédiger son « Autobiographie ».
À partir de la fête de la Pentecôte 1902, son état devient inquiétant. Jusqu’à la fin juin elle cesse de s’alimenter, ne prenant comme nourriture que la communion du matin et un peu d’eau. C’est une période d’intense « réparation » offerte au Sacré-Cœur et de particulière intercession pour le clergé. Le père Germano lui commande de prier Jésus de lui rendre la santé. Elle la recouvre à la fin juin, mais pour peu de temps : elle retombe malade 20 jours plus tard. Son rétablissement n’était qu’un signe temporaire destiné au  père Germano.

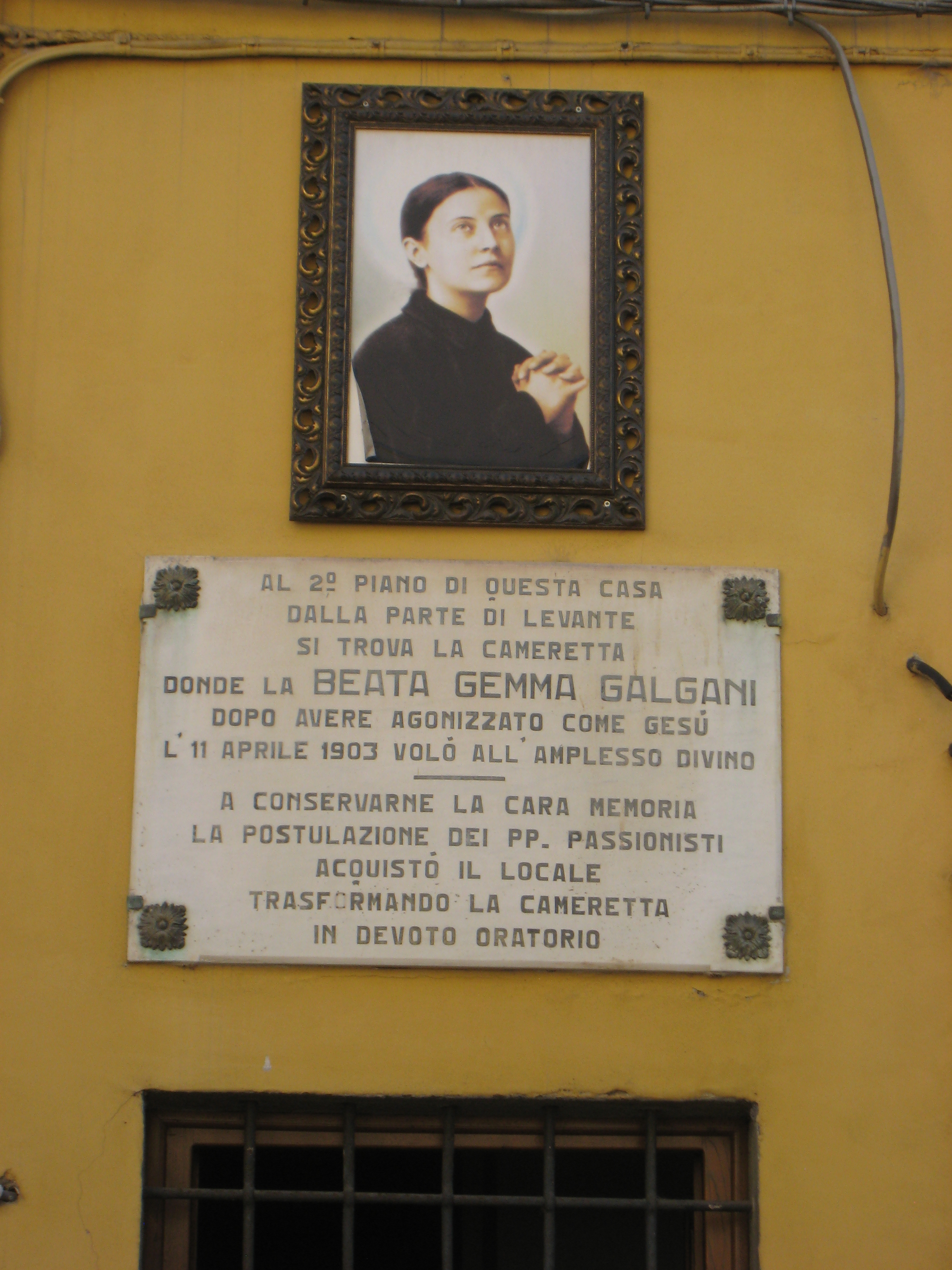
Portique de la maison où mourut sainte Gemma.

En septembre apparaissent les premiers symptômes manifestes de la tuberculose. Elle est alors transférée dans une petite chambre d’un immeuble attenant à celui des Giannini. C’est là qu’elle meurt le 11 avril 1903, samedi saint, vers 13 h 30. Elle est alors âgée de 25 ans.

### Les passionistes de Lucques

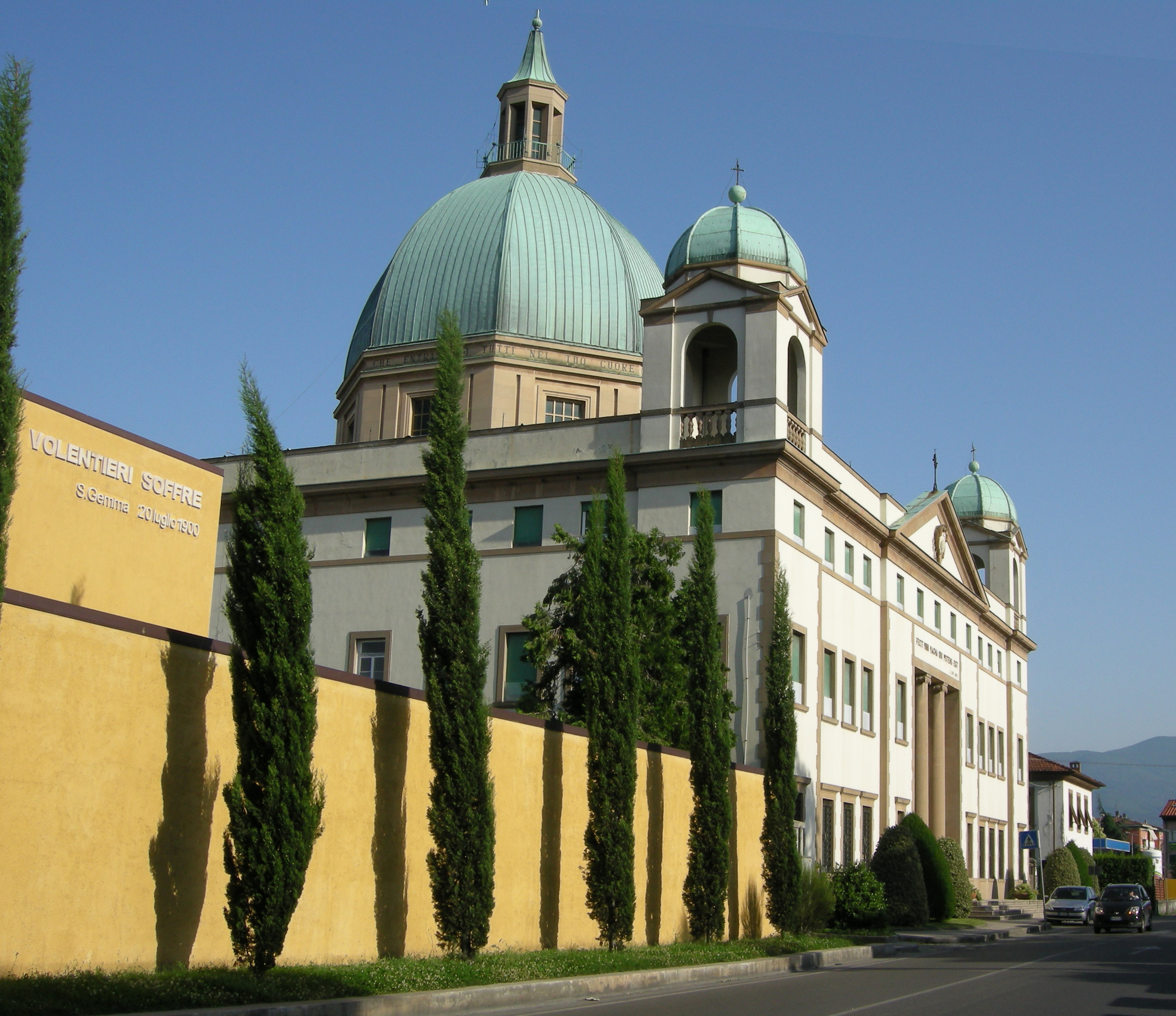
Sanctuaire de Sainte-Gemma, où ses restes sont conservés sous le maître-autel.

En mars 1905 arrivèrent des premières religieuses passionistes à Lucques pour fonder le monastère tant désiré par Gemma. Venues du monastère de Corneto, sœur Palmira Armelini et une autre moniale débutent la fondation. Il n’existe alors que deux monastères de moniales passionistes dans le monde : Corneto en Italie (fondé en 1771, aujourd’hui Tarquinia) et Mamers en France (fondé en 1872). Ce sont les moniales de Lucques qui gardent aujourd’hui le sanctuaire de sainte Gemma, comme cette dernière l’avait prophétisé un peu avant sa mort : « Les passionistes, dit-elle, ne m'ont pas voulue vivante ; mais elles m'auront morte ».

## Béatification et canonisation
- 1920 : introduction de la cause en béatification et canonisation.
- 29 novembre 1931 : le pape Pie XI lui reconnaît le titre de vénérable.
- 14 mai 1933 : béatification célébrée par le pape Pie XI.
- 2 mai 1940 : canonisation célébrée par le pape Pie XII.

Sa fête est fixée au 11 avril selon le Martyrologe romain, et le 16 mai par la Famille Passioniste et le diocèse de Lucques.

#### Biographies
- Germano et Félix, La stigmatisée de Lucques, Brunet (Arras) et Mignard (Paris), 1940.
- Abbé Jean-François Villepelée, La Folie de la croix, sainte Gemma Galgani (1878 – 1903), Le Parvis, Hauteville (Suisse) et Paris. 3 tomes :

- L'Ascension d'une âme. 1977.
- La Contemplation du mystère. 1977.
- L'Effusion de l'amour. 1978.
- Hervé Roullet, Gemma Galgani, 208 p., Paris, 2019  (ISBN 9 782956-313731)

#### Portraits spirituels
- Giuliano Agresti, Amoureuse du Crucifié - portrait de sainte Gemma Galgani (1878 – 1903) (traduit par Jean-Claude Delion), Nouvelle Cité, Paris, 1993.
- Philippe Plet, Prier 15 jours avec Gemma Galgani, Nouvelle Cité, Paris, 2007.

#### Écrits de sainte Gemma Galgani
- Lettres et Extases (publiées par le père Joachim de l'Immaculée Conception, passioniste), Brunet (Arras) et Mignard (Paris), 1920.
- Écrits de sainte Gemma Galgani (traduits par Anne-Marie Picard et le père Jean-Louis Picard), Téqui, Paris, 1988.
- Lettres de sainte Gemma Galgani (traduites par Anne-Marie Picard et le père Jean-Louis Picard), Téqui, Paris, 1988.